# 성룡의 살수호
성룡의 살수호(殺手壕: The Big Brawl, Battle Creek Brawl)는 미국에서 제작된 로버트 클루즈 감독의 1980년 액션 영화이다. 성룡 등이 주연으로 출연하였고 프레드 와인트롭 등이 제작에 참여하였다.

## 출연

### 주연
- 성룡

### 조연
- 호세 페레
- 크리스틴 드벨
- 이와마츠 마코
- 론 맥스

## 제작진
- 프로듀서: 안드레 모간
- 공동제작: 테리 모스 주니어
- 미술: 조셉 M. 알타도나